# Fokker D.XVII
Die Fokker D.XVII war ein Doppeldecker-Jagdflugzeug des niederländischen Herstellers Fokker.

## Geschichte und Konstruktion
Die D.XVII wurde aus der Fokker D.XVI der zwanziger Jahre abgeleitet mit dem Ziel, die Kolonialtruppen in Niederländisch-Indien mit einem neuen Kampfflugzeug auszustatten. Der Prototyp flog erstmals am 27. November 1931 und im Februar 1932 trat er im Vergleichstest gegen die Curtiss P-6D an, die bereits im Jahr 1930 erworben wurden. Die Kolonialarmee beschaffte die Maschine nicht, jedoch bestellte die niederländische Luftwaffe 10 Stück.
Der Prototyp wurde von einem 500 PS starken Kolbenmotor Curtiss Conqueror angetrieben, die Serienmodelle erhielten den Rolls-Royce Kestrel mit etwa 600 PS. Der Doppeldecker bestand aus einem geschweißten Stahlrohrrumpf mit Stoffbespannung und Tragflächen aus Sperrholz.  Obwohl ein gutes Flugzeug, war die Ära der Doppeldecker vorbei, sodass die Maschine ab 1939 aus der vordersten Linie zurückgezogen und durch modernere Maschinen in der Rolle als Jagdflugzeug ersetzt wurde. Bis zum Ausbruch des Zweiten Weltkrieges kam sie nur mehr in Flugschulen zum Einsatz.

## Militärische Nutzer
- Niederlande

## Technische Daten

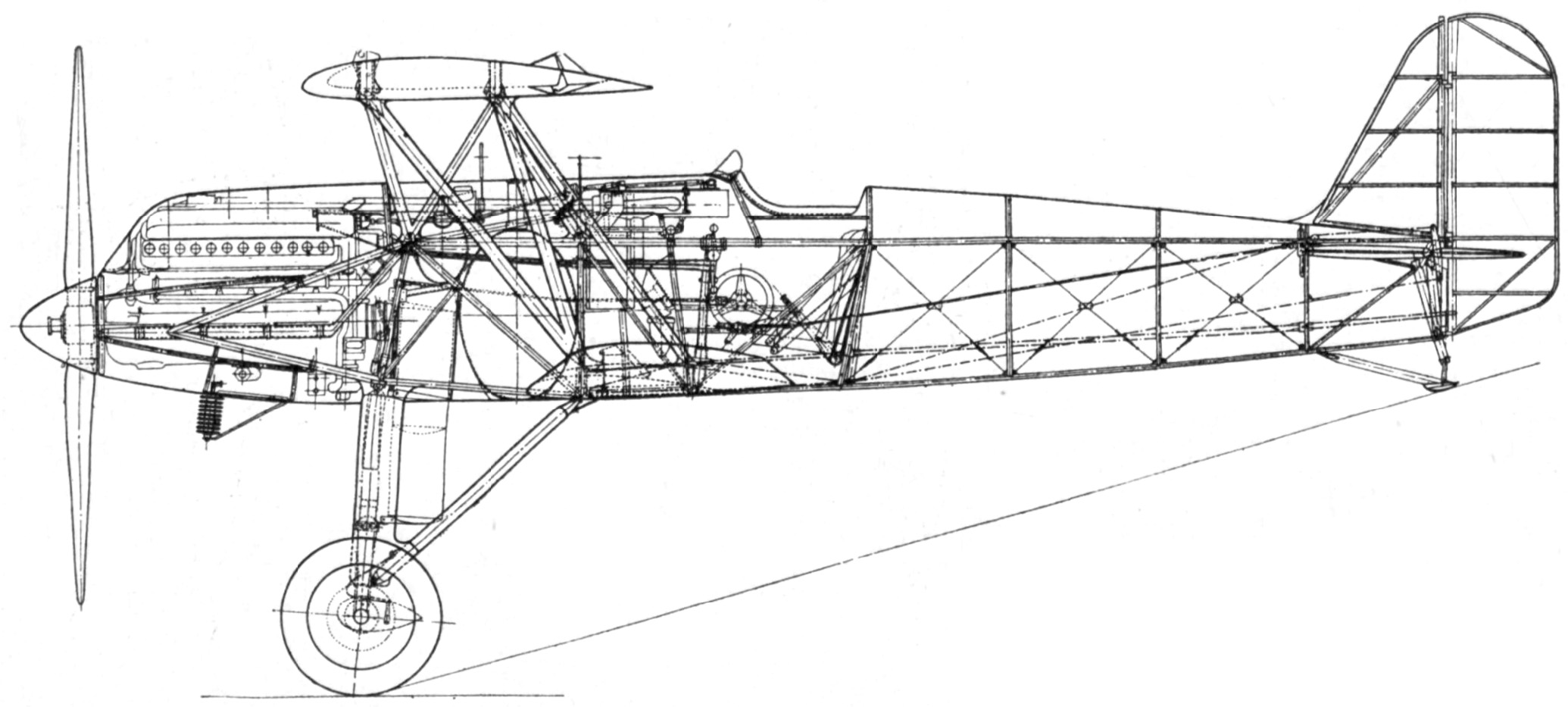
Seitenriss Fokker D.XVII

| Kenngröße             | Daten                                                           |
| --------------------- | --------------------------------------------------------------- |
| Besatzung             | 1                                                               |
| Länge                 | 7,25 m                                                          |
| Spannweite            | 9,60 m                                                          |
| Höhe                  | 3 m                                                             |
| Flügelfläche          | 20 m²                                                           |
| Leermasse             | 1070 kg                                                         |
| max. Startmasse       | 1530 kg                                                         |
| Höchstgeschwindigkeit | 356 km/h                                                        |
| Dienstgipfelhöhe      | 8750 m                                                          |
| Reichweite            | 849 km                                                          |
| Triebwerk             | 1 × Kolbenmotor Rolls-Royce Kestrel IIS mit 444 kW (ca. 600 PS) |
| Bewaffnung            | 2 × 7,92-mm-MG FN Browning M36                                  |